# 에드워드 알몬드
에드워드 맬러리 아먼드(Edward Mallory "Ned" Almond, 1892년 12월 12일 ~ 1979년 6월 11일)는 한국 전쟁 기간 중, 미국 육군 10(X) 군단의 군단 사령관이다.

## 생애
버지니아주 루레이에서 태어나, 버지니아군사학교(Virginia Military Institute)를 1915년에 졸업을 했다. 1916년 육군 보병 장교가 되었으며, 제1차세계대전 마지막 달에 미국 육군 제4보병사단 소속으로 프랑스에서 복무를 하였다. 1930년 그는 미군 캔자스주 포트 리벤워드에 있는 지휘관 간부 학교를 졸업했다. 필리핀 복무를 마친 후에 1934년 미국 육군 전쟁 대학을 졸업했다. 1934년에서 1938년까지, 미군 참모본부 정보부에서 일을 했다. 1938년 10월에 소장으로 진급을 하였고, 미국 해군 전쟁 대학을 1940년에 졸업했다.
한국전쟁에서 10군단장으로 인천 상륙 작전과 원산 상륙 작전을 지휘하였으며, 흥남 철수에서 작전 계획에 없던 민간인수송을 명령하여 피난민 10만명을 거제도로 탈출시켰다.

## 같이 보기
- 장진호 전투
- 흥남 철수 작전

## 참고 목록
전기
- Blair, Clay (1987). 《The Forgotten War: America in Korea: 1950-1953》. New York: Times Books. ISBN 0-8129-1670-0.
- Fehrenbach, T.R. (1963). 《This Kind of War》. Dulles, Virginia: Brassey's. ISBN 1-57488-259-7.
- Halberstam, David (2007). 《The Coldest Winter - America and the Korean War》. New York: Hyperion. ISBN 978-140130-052-4.
- Russ, Martin (1999). 《Breakout – The Chosin Reservoir Campaign, Korea, 1950.》. Penguin Books. ISBN 0-14029-259-4.